# Iveco Bus Crossway
Le Crossway est un autocar de ligne interurbaine et scolaire fabriqué et commercialisé par les constructeurs Irisbus puis Iveco Bus depuis 2006. Dès 2013, Iveco Bus appose son logo sur la calandre.
Il sera lancé avec un moteur Iveco ayant la norme européenne de pollution Euro 4 puis au fil des années seront améliorés jusqu'à la norme Euro 6. Il sera produit en République tchèque dans l'usine de Vysoké Mýto (ex-Karosa).
L'Irisbus Crossway remplace l'Ares et l'Axer. Lancé en 2013, l'Iveco Bus Crossway remplace les Irisbus Crossway, Arway et New Récréo.

## Historique

### Sous la marque Irisbus(2006 - 2013)
Lancé en 2006, le Crossway a été considéré au début comme la version économique de l'Arway, lequel dérivait directement de l'Iveco MyWay, et remplaçait l'ancien Irisbus Ares. Ce car est également parti de la base du New Récréo. La nouvelle gamme comporte trois longueurs : 10,6 m, 12 m et 12,8 m.
Il sera le premier à respecter, par anticipation, la norme européenne de pollution Euro 4. Le véhicule est particulièrement avancé technologiquement et offre en série l'ASR et l'ABS qui lui confèrent d'excellents résultats aux tests de sécurité.

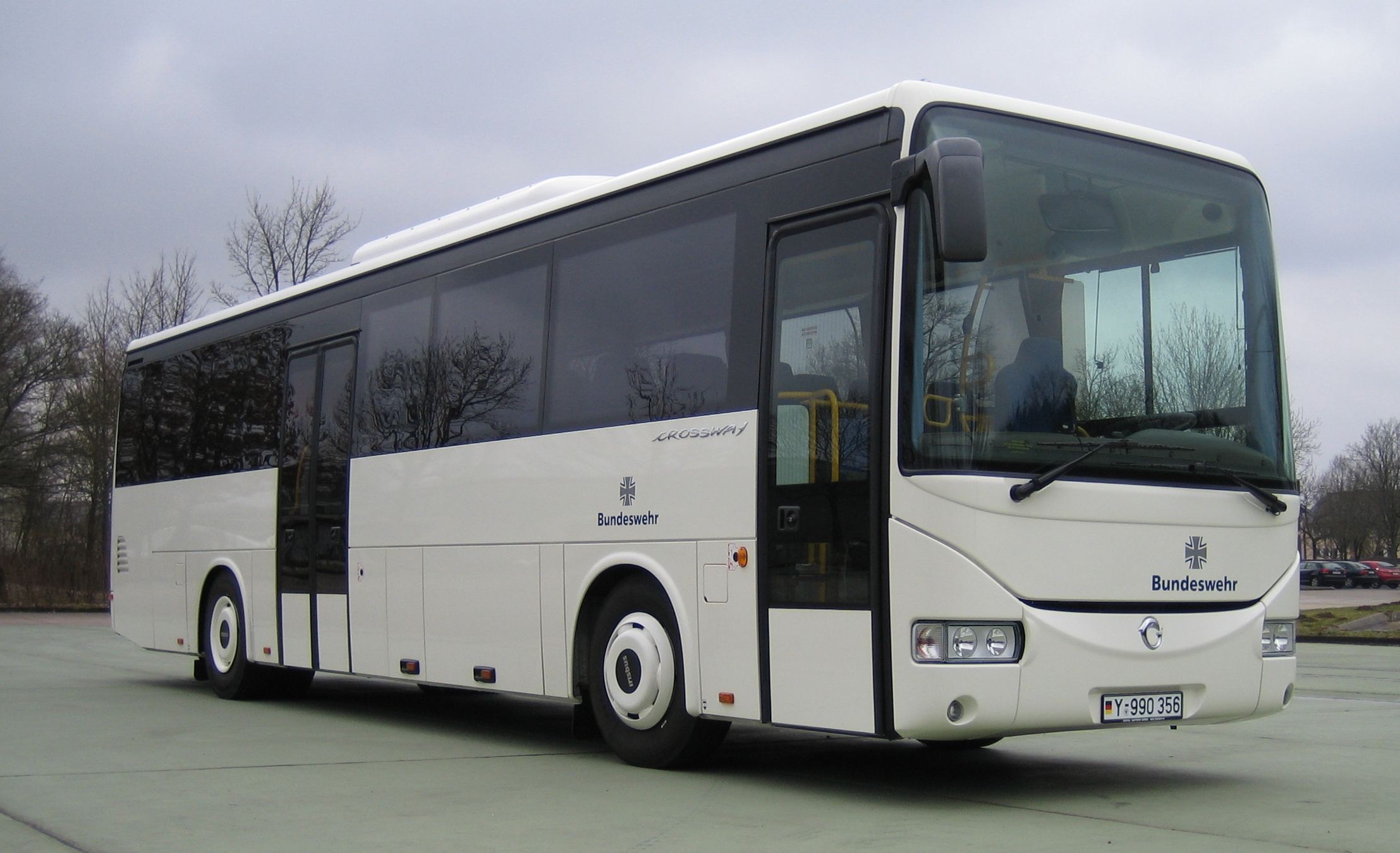
Vue avant de l'Irisbus Crossway.
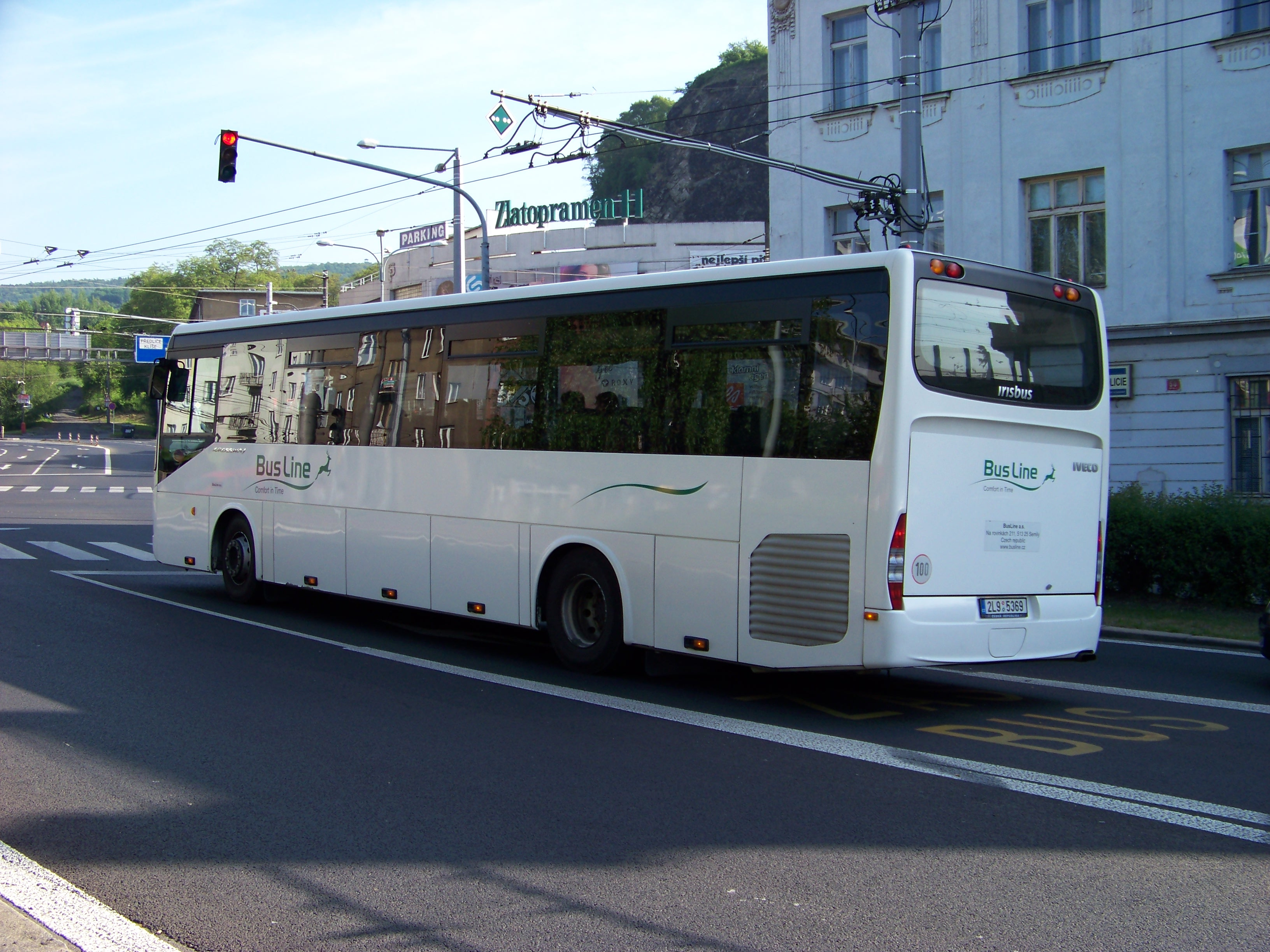
Vue arrière de l'Irisbus Crossway.

### Sous la marque Iveco Bus(Depuis 2013)

#### 1ergénération(2013 - 2023)
Le 24 mai 2013, dans le cadre d'une complète révision de la stratégie mondiale du groupe italien dans le secteur du transport de personnes, Iveco décide de remplacer la marque Irisbus par Iveco Bus qui couvrira tous les marchés de la planète ; Irisbus était réservée à l'Europe. Toute la gamme d'autobus et autocars est renouvelée et commercialisée sous ce nouveau label. L'autocar Crossway est « restylé » avec une nouvelle calandre portant le logo IVECO et un arrière modernisé (version Euro 6) qui est alors largement étendue. L'aménagement intérieur est entièrement revu pour faciliter l'accessibilité des passagers et notamment les personnes à mobilité réduite (PMR) avec une rampe d'accès motorisée et un espace leur est réservé à proximité de la porte arrière ou centrale, dans le cas des versions avec trois portes latérales.
En octobre 2018, Iveco présente la version « Natural Power » de son Crossway. Doté du Cursor 9, le Crossway revendique une puissance de 360 chevaux. Son couple demeure inchangé par rapport à son homologue diesel de même puissance. L'habitabilité n'a pas régressé, Iveco a installé les réservoirs de gaz naturel sur le toit.

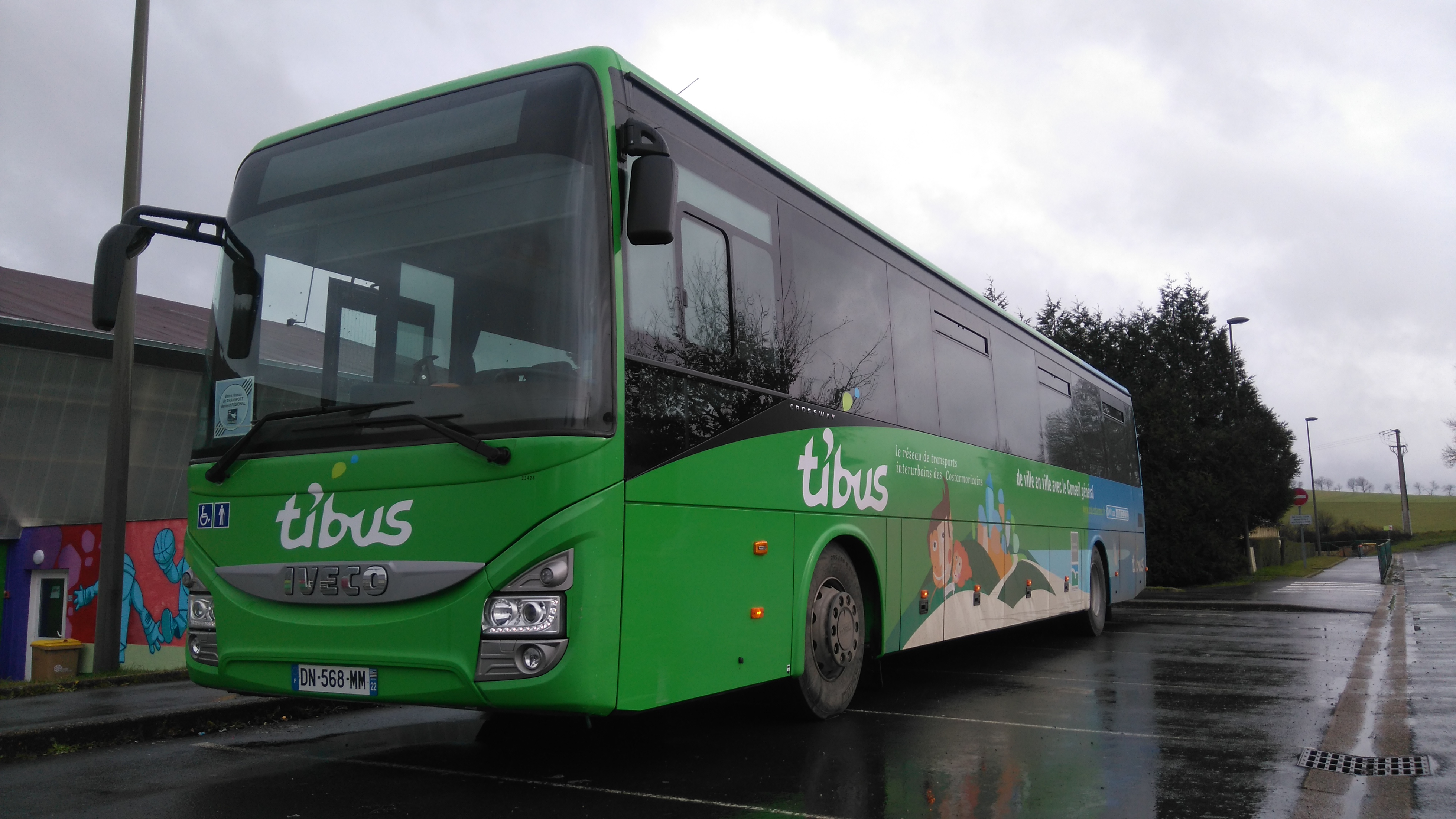
Vue avant de l'Iveco Bus Crossway.
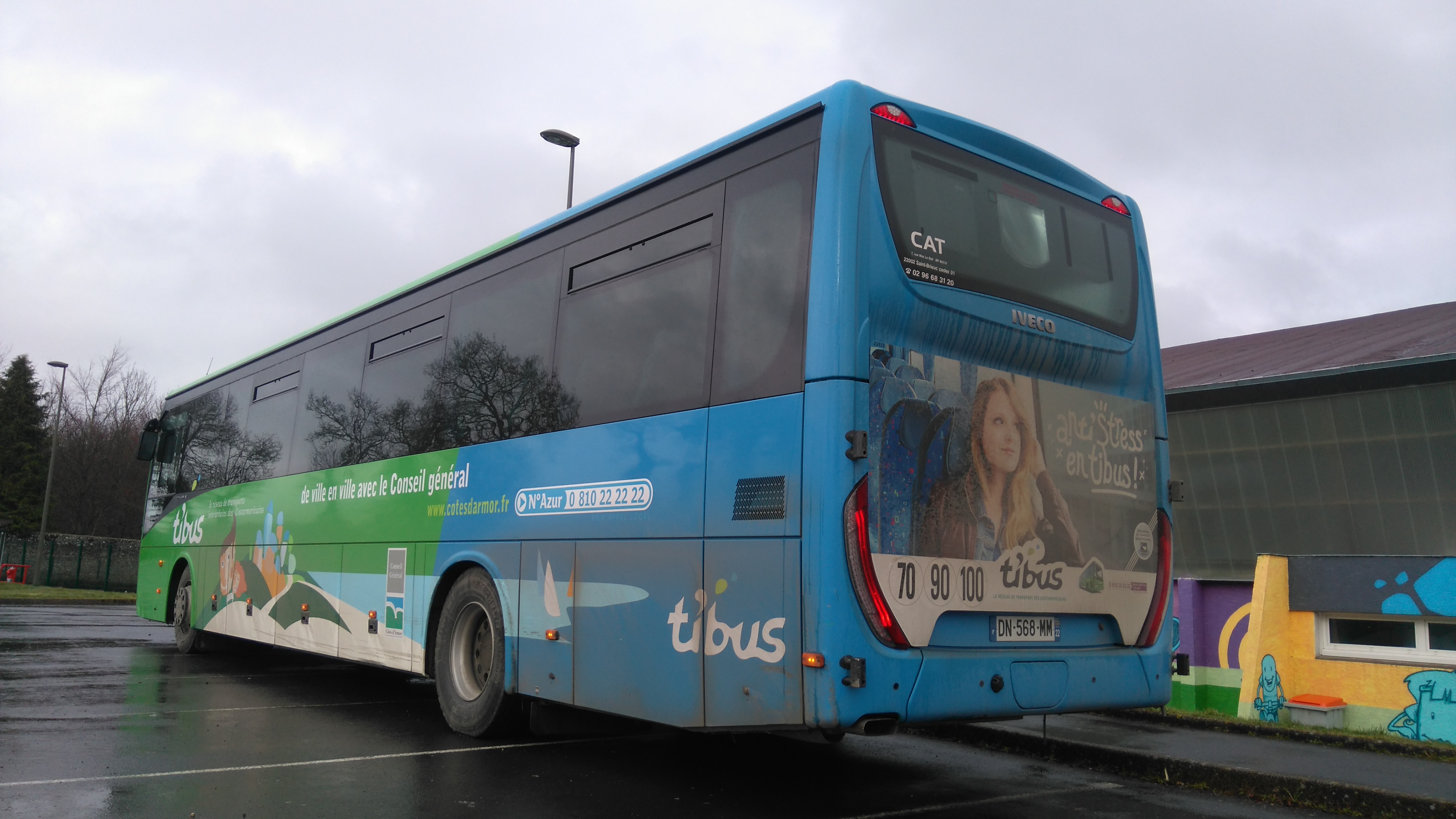
Vue arrière de l'Iveco Bus Crossway.

#### 2egénération(2023 - ...)

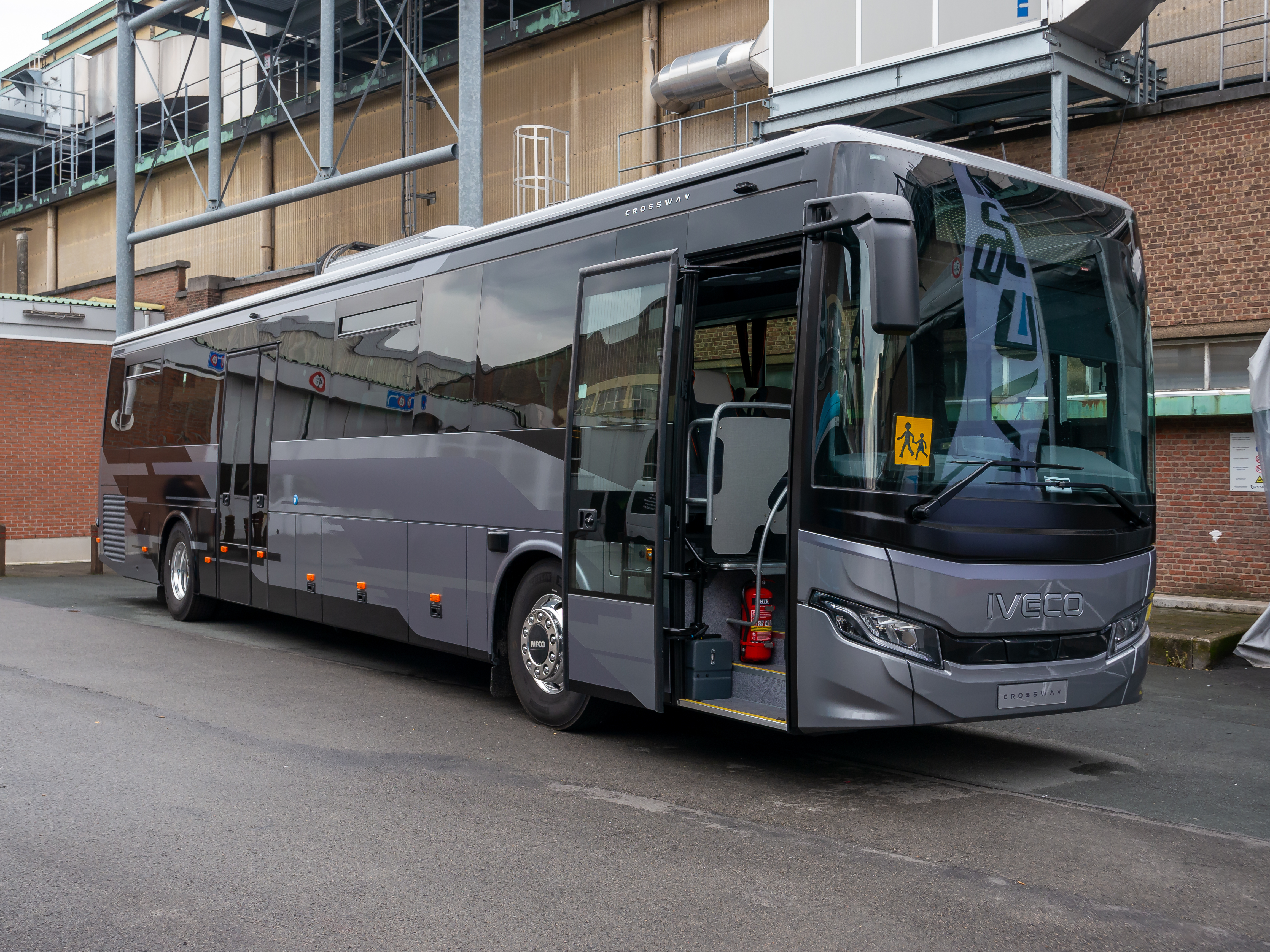
Iveco Bus Crossway 2e génération, Busworld Europe 2023.

En 2022, Iveco fait un premier restylage avec une nouvelle planche de bord et un nouveau volant puis en 2023, la marque présente une nouvelle face avant.

### Résumé du Crossway
- 2006 : lancement du Crossway sous la marque Irisbus.
- 2013 : lancement du Crossway sous la marque Iveco Bus.

| Générations                     | Production | Dérivés de chez Irisbus / Iveco Bus                      | Modèles similaires                                             |
| ------------------------------- | ---------- | -------------------------------------------------------- | -------------------------------------------------------------- |
| Irisbus Crossway (2006 - 2013)  |            | Irisbus Crossway LE ; Irisbus Arway ; Irisbus New Récréo | MAN Lion's Regio ; Mercedes-Benz Intouro                       |
| Iveco Bus Crossway (2013 - ...) |            | Iveco Bus Crossway LE ; Iveco Bus Evadys                 | MAN Lion's Intercity & Regio ; Mercedes-Benz Intouro & Integro |

## Générations

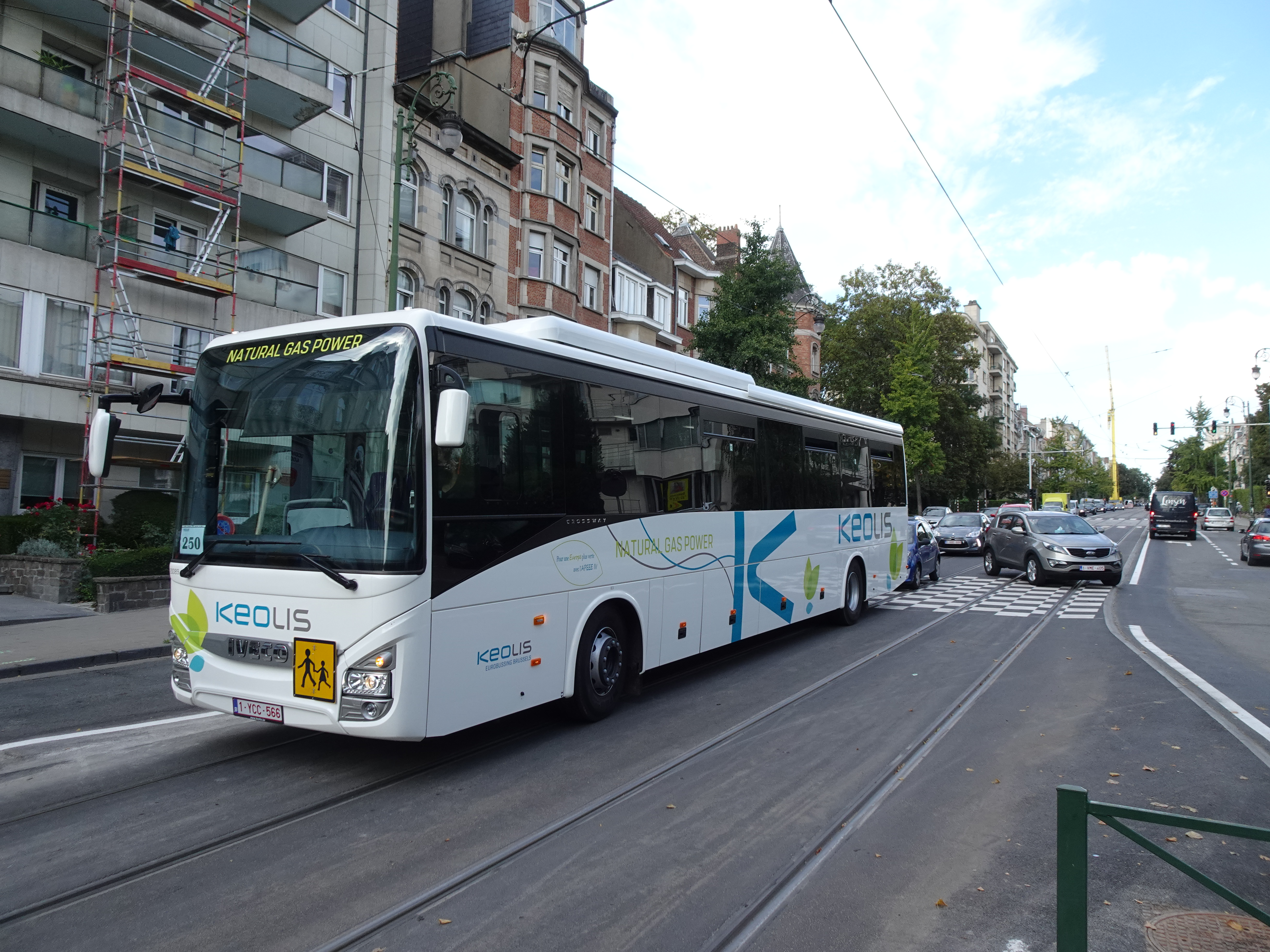
Iveco Crossway Line au gaz naturel à Bruxelles.

Le Crossway a été produit avec trois générations de moteurs Diesel :
- Euro 4 : construits de 2006 à 2009, avec moteur Iveco Cursor 8.
- Euro 5 : construits de 2009 à 2013, avec moteur Iveco Cursor 8.
- Euro 6 : construits depuis 2013, avec moteurs Iveco Cursor 9, Iveco Tector 6 puis Tector 7.

Une version avec moteur au gaz naturel / Biométhane est proposée depuis 2018 ayant la norme Euro 6 avec le moteur Iveco Cursor 9 NP (pour Natural Power).

## Les différentes versions

### CrosswayPop
Version dédiée pour le transport scolaire, successeur de l'Irisbus New Récréo.
- Commercialisation : depuis 2006.
- Dimension : 10,8 m, 12 m, 12,8 m et 13 m. Le 12,8 mètres a été commercialisé de 2006 à 2013. La version 13 mètres le remplace depuis.
- Motorisation : Iveco Tector 6 puis Tector 7 ; avec boîte de vitesses manuelle à 6 rapports ou automatique à 4 ou 6 rapports. Limité électroniquement à 90 km/h.

### CrosswayLine
Transport sur des moyennes distances, souvent appelé ligne interurbaine, successeur de l'Irisbus Arway.
- Commercialisation : depuis 2006.
- Dimension : 10,8 m, 12 m, 12,8 m et 13 m. Le 12,8 mètres a été commercialisé de 2006 à 2013. La version 13 mètres le remplace depuis.
- Motorisation : Iveco Tector 6 puis Tector 7 ou Iveco Cursor 8 puis Cursor 9 ; avec boîte de vitesses manuelle à 6 rapports ou automatique à 4 ou 6 rapports. Limité électroniquement à 90 ou 100 km/h selon le choix du transporteur.

Crossway HV
HV pour High Value (Haute Valeur). Version luxueuse du Crossway Line, équipée de la climatisation intégrée, ventilation, rideaux et éclairage individuels, sans augmenter la hauteur du véhicule. Équipé uniquement des moteurs Cursor avec boîte automatique.

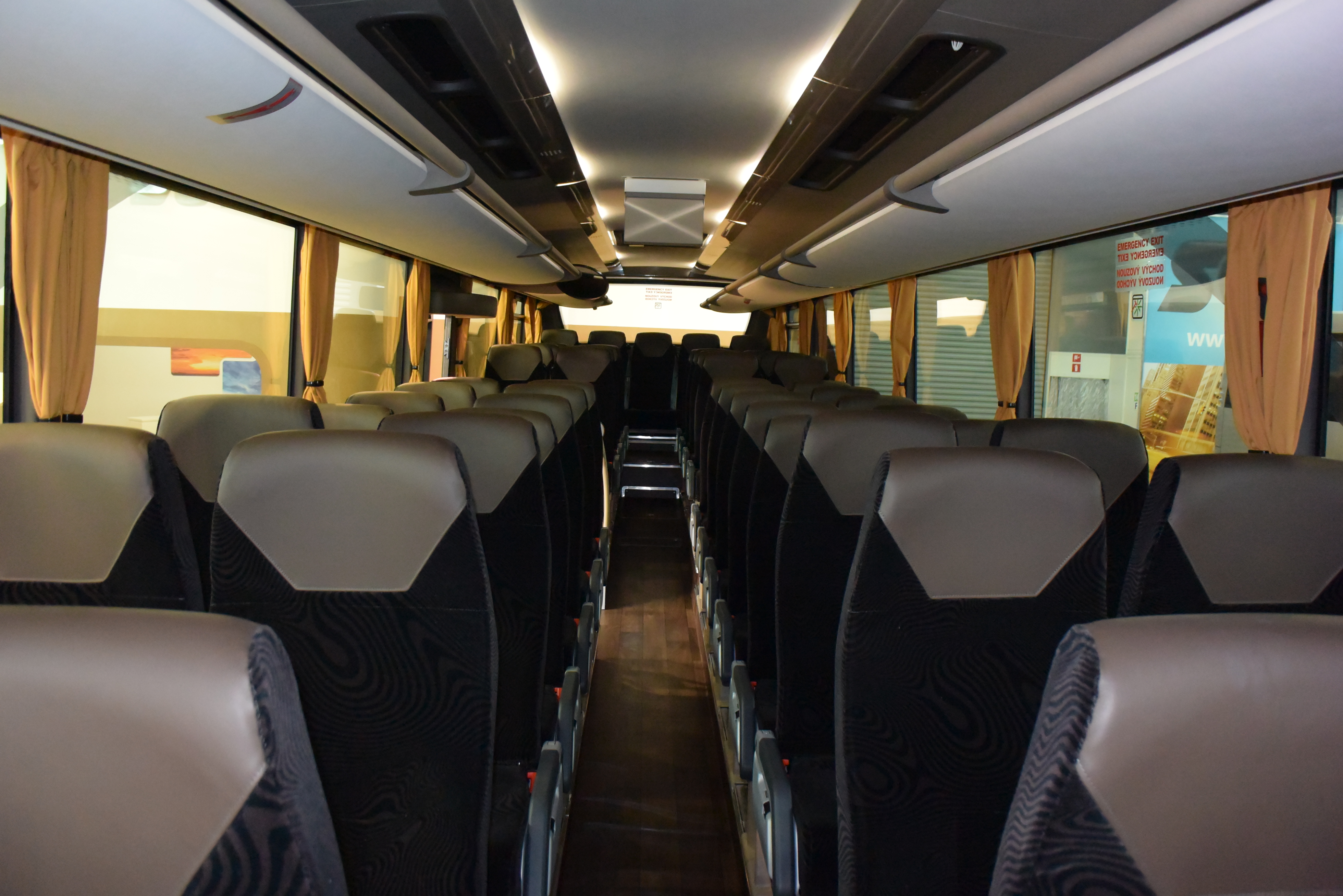
Intérieur du Crossway Pro.

### CrosswayPro
Version destinée pour du transport régional, offrant toutes les caractéristiques pratiques d'un véhicule interurbain et le confort d'un autocar haut-de-gamme.
- Commercialisation : depuis 2006.
- Dimension : 10,8 m, 12 m, 12,8 m et 13 m. Le 12,8 mètres a été commercialisé commercialisé de 2006 à 2013. La version 13 mètres le remplace depuis.
- Motorisation : Iveco Cursor 8 puis Cursor 9 ; avec boîte de vitesses automatique à 4 ou 6 rapports. Limité électroniquement à 100 km/h.

### CrosswayLE

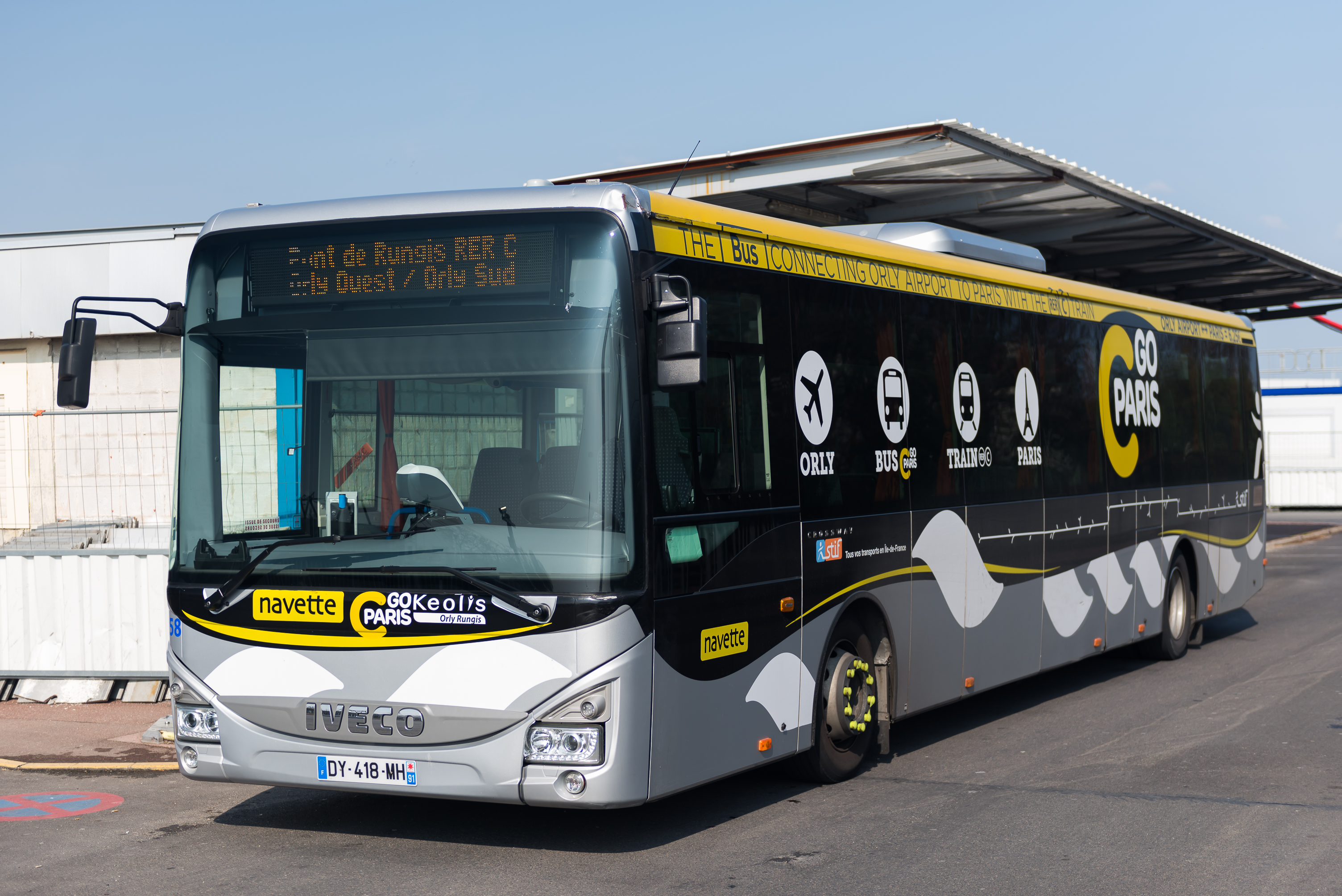
Iveco Bus Crossway LE 13m.

Une version plancher bas existe depuis 2007 et est appelée Crossway LE (pour Low Entry : entrée basse). Il assure une excellente accessibilité à tous les passagers montant ou descendant du véhicule.
La 1re génération de Crossway LE comporte trois longueurs : 10,80, 12 et 12,80 mètres. La seconde génération du Crossway LE est disponible en quatre longueurs : 10,80, 12, 13 et 14,50 mètres. Il est disponible en deux versions :
- City : version pour les trajets urbains et périurbains.
- Line : version dédiée aux trajets périurbains et interurbains.

### Les différentes longueurs
Le Crossway est sorti en quatre longueurs différentes :
Crossway 10,8 m

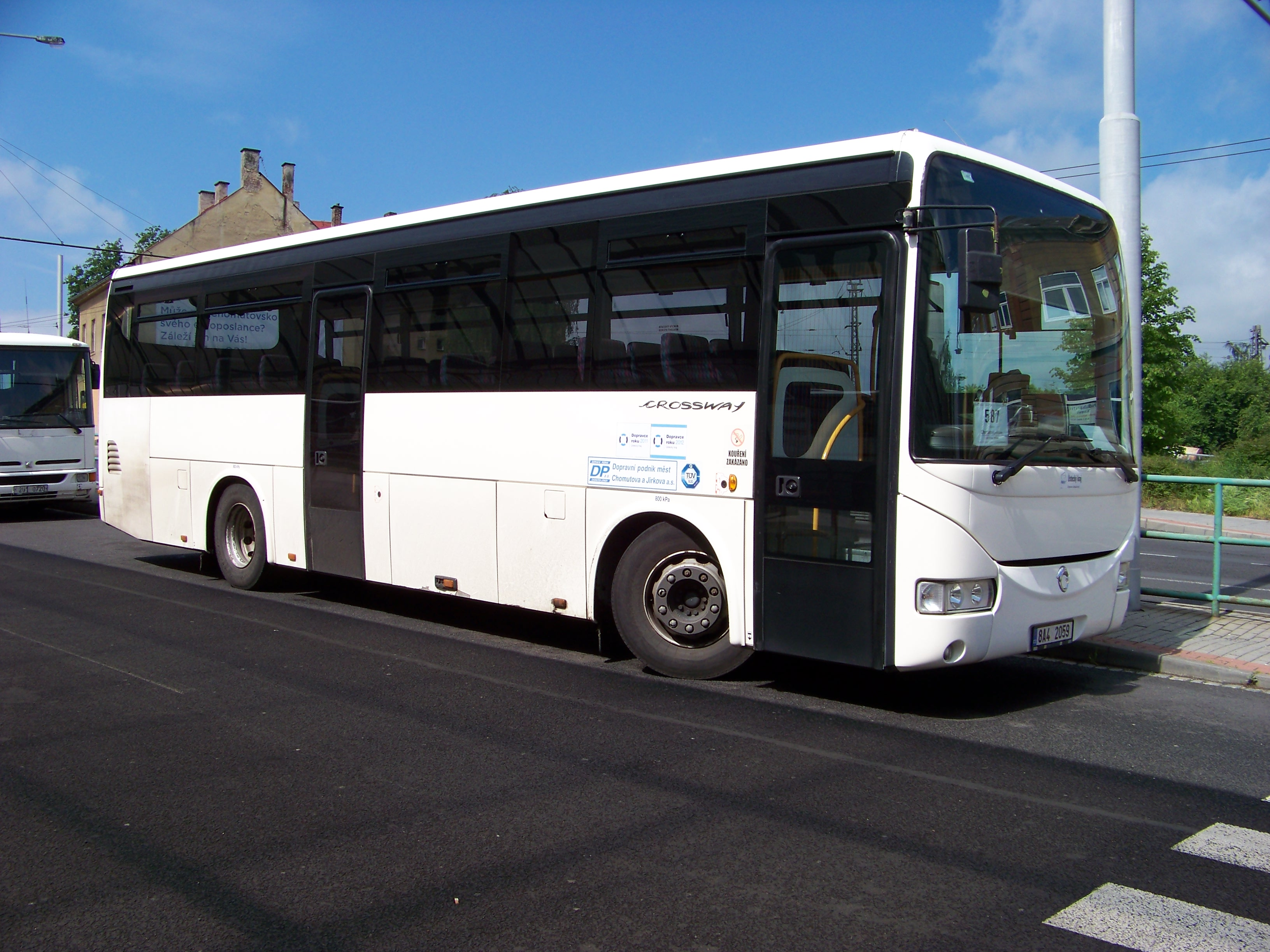
Irisbus Crossway 10.8 m.

Fabriqué depuis 2006 sous la marque Irisbus puis Iveco Bus dès 2013. Il remplace l'Arway 10,6 m.
Crossway 12 m
Fabriqué depuis 2006 sous la marque Irisbus puis Iveco Bus dès 2013. Il remplace les Arway 12 m, l'Axer 12 m et le New Récréo 12 m.
Crossway 12,8 m
Fabriqué de 2006 à 2013 sous la marque Irisbus. Il sera remplacé par le Crossway 13 m d'Iveco Bus et remplace les Arway 12,8 m et Axer 12,8 m.
Crossway 13 m
Fabriqué depuis 2013 sous la marque Iveco Bus. Il remplace l'Irisbus Crossway 12,8 m.

## Caractéristiques

### Dimensions
|                                     | Irisbus/Iveco Bus Crossway Pop | Irisbus/Iveco Bus Crossway Pop | Irisbus/Iveco Bus Crossway Pop | Irisbus/Iveco Bus Crossway Pop | Irisbus/Iveco Bus Crossway Line | Irisbus/Iveco Bus Crossway Line | Irisbus/Iveco Bus Crossway Line | Irisbus/Iveco Bus Crossway Line | Irisbus/Iveco Bus Crossway Pro | Irisbus/Iveco Bus Crossway Pro | Irisbus/Iveco Bus Crossway Pro | Irisbus/Iveco Bus Crossway Pro |
| ----------------------------------- | ------------------------------ | ------------------------------ | ------------------------------ | ------------------------------ | ------------------------------- | ------------------------------- | ------------------------------- | ------------------------------- | ------------------------------ | ------------------------------ | ------------------------------ | ------------------------------ |
| 10.8m (2006 à ...)                  | 12m (2006 à ...)               | 12.8m (2006 à 2013)            | 13m (2013 à ...)               | 10.8m (2006 à ...)             | 12m (2006 à ...)                | 12.8m (2006 à 2013)             | 13m (2013 à ...)                | 10.8m (2006 à ...)              | 12m (2006 à ...)               | 12.8m (2006 à 2013)            | 13m (2013 à ...)               |                                |
| Longueur                            | 10 757 mm                      | 12 097 mm                      | 12 805 mm                      | 12 962 mm                      | 10 757 mm                       | 12 097 mm                       |                                 | 12 962 mm                       | 10 757 mm                      | 12 097 mm                      |                                | 12 962 mm                      |
| Largeur (sans rétroviseurs)         | 2 550 mm                       | 2 550 mm                       | 2 550 mm                       | 2 550 mm                       | 2 550 mm                        | 2 550 mm                        | 2 550 mm                        | 2 550 mm                        | 2 550 mm                       | 2 550 mm                       | 2 550 mm                       | 2 550 mm                       |
| Hauteur (sans clim.)*               | 3 370 mm                       | 3 370 mm                       | 3 370 mm                       | 3 370 mm                       | 3 370 mm                        | 3 370 mm                        |                                 | 3 370 mm                        | 3 370 mm                       | 3 370 mm                       |                                | 3 370 mm                       |
| Empattement                         | 5 300 mm                       | 6 200 mm                       |                                | 7 065 mm                       | 5 300 mm                        | 6 200 mm                        |                                 | 7 065 mm                        | 5 300 mm                       | 6 200 mm                       |                                | 7 065 mm                       |
| Porte-à-faux                        | AV : 2 165 mm AR : 3 292 mm    | AV : 2 605 mm AR : 3 292 mm    |                                | AV : 2 605 mm AR : 3 292 mm    | AV : 2 165 mm AR : 3 292 mm     | AV : 2 605 mm AR : 3 292 mm     |                                 | AV : 2 605 mm AR : 3 292 mm     | AV : 2 165 mm AR : 3 292 mm    | AV : 2 605 mm AR : 3 292 mm    |                                | AV : 2 605 mm AR : 3 292 mm    |
| Rayon de braquage (entre trottoirs) | 7 820 mm                       | 8 990 mm                       |                                | 10 120 mm                      | 7 820 mm                        | 8 990 mm                        |                                 | 10 120 mm                       | 7 820 mm                       | 8 990 mm                       |                                | 10 120 mm                      |
| Angle d'attaque / Fuite             | 8,3° / 8°                      | 8,3° / 8°                      |                                | 8,3° / 8°                      | 8,3° / 8°                       | 8,3° / 8°                       |                                 | 8,3° / 8°                       | 8,3° / 8°                      | 8,3° / 8°                      |                                | 8,3° / 8°                      |
| Masse à vide**                      |                                |                                |                                |                                |                                 |                                 |                                 |                                 |                                |                                |                                |                                |
| P.T.A.C.                            | 18 000 kg                      | 18 000 kg                      | 18 000 kg                      | 18 000 kg                      | 18 000 kg                       | 18 000 kg                       | 18 000 kg                       | 18 000 kg                       | 18 000 kg                      | 18 000 kg                      | 18 000 kg                      | 18 000 kg                      |
| Capacité : assis + debout = maxi**  | 47 assis                       | 55 assis                       | 55 assis**                     | 59 à 61 assis                  | 47 assis                        | 55 assis                        |                                 | 59 à 61 assis                   | 47 assis                       | 55 assis                       |                                | 59 à 61 assis                  |
| Rangement                           |                                |                                |                                |                                |                                 |                                 |                                 |                                 |                                |                                |                                |                                |
| Portes                              | 2                              | 2                              | 2                              | 2                              | 2                               | 2                               | 2                               | 2                               | 2                              | 2                              | 2                              | 2                              |
| Hauteur du plancher                 | 860 mm                         | 860 mm                         | 860 mm                         | 860 mm                         | 860 mm                          | 860 mm                          |                                 | 860 mm                          | 860 mm                         | 860 mm                         |                                | 860 mm                         |
| Réservoir à combustible             |                                |                                |                                |                                |                                 |                                 |                                 |                                 |                                |                                |                                |                                |

* = avec climatisation : 3 460 mm ; ** = variable selon l'aménagement intérieur.

### Chaîne cinématique

#### Moteur

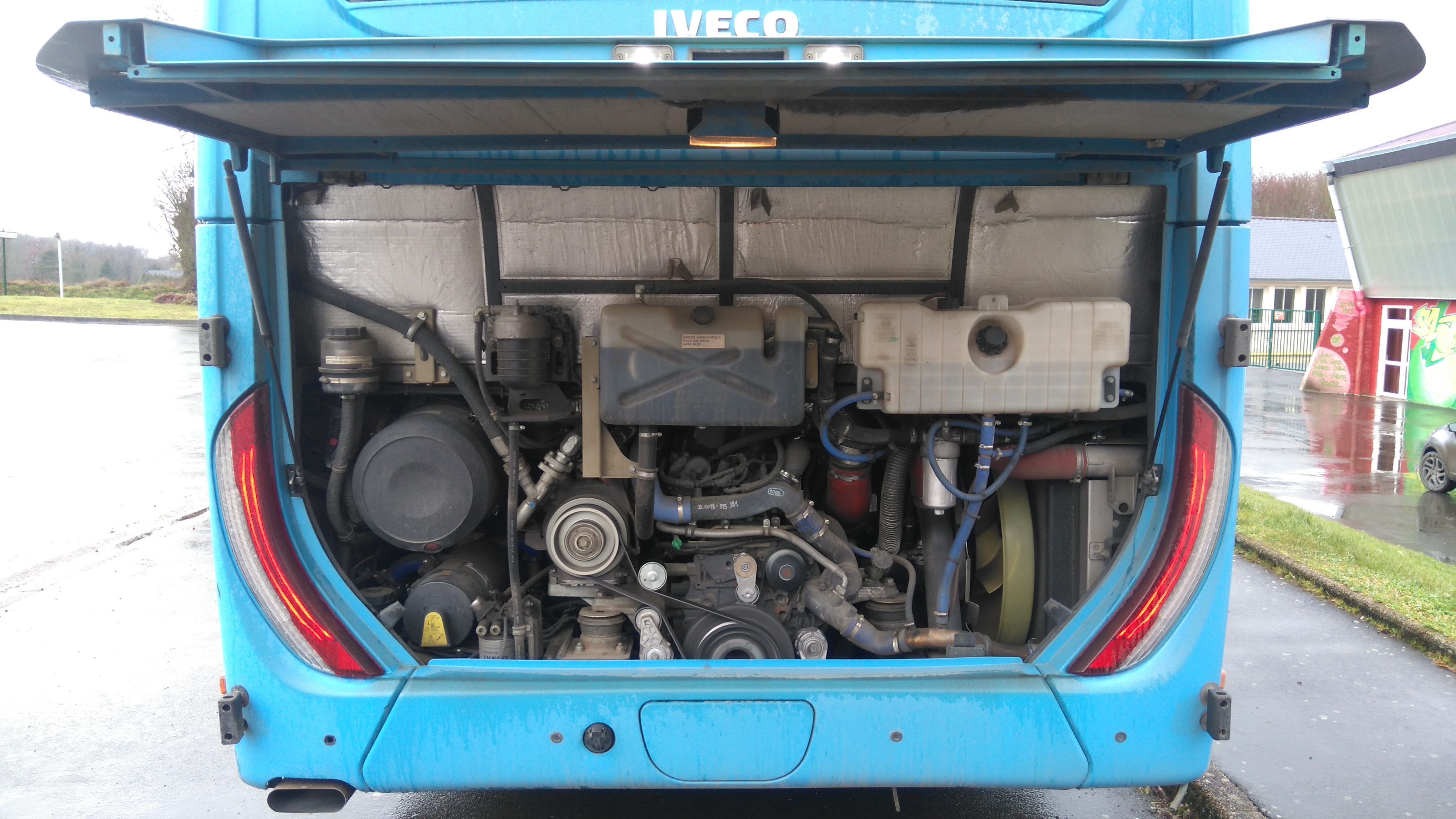
Moteur Cursor 9 sur un Crossway Line.

Le Crossway a eu plusieurs motorisations gazole modifiées au fil des années de sa production en fonction des différentes normes européennes de pollution.
- l'Iveco Tector 6 (Euro 4 et 5) six cylindres en ligne de 5,9 litres avec turbocompresseur faisant 264 et 300 ch.
- l'Iveco Cursor 8 (Euro 4 et 5 EEV) six cylindres en ligne de 7,9 litres avec turbocompresseur faisant 330 ch.
- l'Iveco Tector 7 (Euro 5 et 6) six cylindres en ligne de 6,7 litres avec turbocompresseur faisant 320 ch.
- l'Iveco Cursor 9 (Euro 5 et 6) six cylindres en ligne de 8,7 litres avec turbocompresseur faisant 360 et 400 ch.

Il est équipé d'une boite de vitesses manuelle ou automatique. Plus d'infos : voir Boite de vitesses.
| Modèle                                               | Construction | Moteur + Nom                        | Norme Euro      | Cylindrée         | Performance                          | Couple                         | Vitesse maxi       | Consommation + CO2    |
| ---------------------------------------------------- | ------------ | ----------------------------------- | --------------- | ----------------- | ------------------------------------ | ------------------------------ | ------------------ | --------------------- |
| Irisbus Crossway Pop / Line (Auto. 4/6 ou méca. 6)   | 2006 - 2013  | 6 cylindres en ligne Iveco Tector 6 | Euro 4 et 5     | 7 900 cm3 (7,9 L) | 194 kW (264 ch) à ... tr/min         | ... N m à ... tr/min           | 90 km/h* 100 km/h* | ... l/100 km ... g/km |
| Irisbus Crossway Pop / Line (Auto. 4/6 ou méca. 6)   | 2006 - 2013  | 6 cylindres en ligne Iveco Tector 6 | Euro 4 et 5     | 7 900 cm3 (7,9 L) | 220 kW (300 ch)                      |                                | 90 km/h* 100 km/h* |                       |
| Irisbus Crossway Line / Pro (Auto. 4/6 ou méca. 6)   | 2006 - 2013  | 6 cylindres en ligne Iveco Cursor 8 | Euro 4 et 5 EEV | 7 880 cm3 (7,9 L) | 242 kW (330 ch)                      |                                | 90 km/h* 100 km/h* |                       |
| Iveco Bus Crossway Pop / Line (Auto. 4/6 ou méca. 6) | 2013 - ...   | 6 cylindres en ligne Iveco Tector 7 | Euro 5 et 6     | 6 700 cm3 (6,7 L) | 235 kW (320 ch) à 2 250-2 500 tr/min | 1 100 N m à 1 250-1 900 tr/min | 90 km/h* 100 km/h* |                       |
| Iveco Bus Crossway Line / Pro (Auto. 4/6 ou méca. 6) | 2013 - ...   | 6 cylindres en ligne Iveco Cursor 9 | Euro 5 et 6     | 8 700 cm3 (8,7 L) | 265 kW (360 ch) à -17 502 200 tr/min | 1 650 N m à 1 200-1 540 tr/min | 90 km/h* 100 km/h* |                       |
| Iveco Bus Crossway Line / Pro (Automatique 6)        | 2018 - ...   | 6 cylindres en ligne Iveco Cursor 9 | Euro 6          | 8 700 cm3 (8,7 L) | 295 kW (400 ch) à 1 800-2 200 tr/min | 1 700 N m à 1 200-1 700 tr/min | 90 km/h* 100 km/h* |                       |

* Bridée électroniquement au choix du transporteur.
| Modèle                                                 | Construction | Moteur + Nom                           | Norme Euro | Cylindrée       | Performance                  | Couple               | Vitesse maxi* | Consommation + CO2    |
| ------------------------------------------------------ | ------------ | -------------------------------------- | ---------- | --------------- | ---------------------------- | -------------------- | ------------- | --------------------- |
| Crossway Natural Power / 12 m (Automatique VOITH / ZF) | 2018 - ...   | 6 cylindres en ligne Iveco Cursor 9 NP | Euro 6     | ... cm3 (... L) | 265 kW (360 ch) à ... tr/min | ... N m à ... tr/min | 85 km/h       | ... l/100 km ... g/km |

* Bridée électroniquement.
| Les Crossway sont équipés d'une boîte de vitesses manuelle, automatique ou robotisée. - Boîte manuelle : - ZF 6S à 6 rapports, sur tous les moteurs de la gamme. - Boîte automatique : - ZF Ecolife à 4 rapports, sur les moteurs Iveco Cursor 8 et Tector 6. - ZF Ecolife 6AP à 6 rapports, sur les moteurs Iveco Cursor 8, 9 et Tector 6 et 7. - Voith Diwa 6 à 6 rapports, sur les moteurs Iveco Cursor 9 et Tector 7. - Boîte robotisée : - ZF 6AS à 6 rapports, sur le moteur Iveco Tector 7. - ZF 12AS à 12 rapports, sur les moteurs Iveco Cursor 9. - ZF 12TX à 12 rapports, sur les moteurs Iveco Cursor 9. | Le pont arrière est porteur (maintient tout l'arrière du véhicule à la route) avec engrenage réducteur simple de type Meritor 17X. |

### Mécanique
Suspension : pneumatique.
- Avant : 2 coussins / 2 amortisseurs / 1 barre stabilisatrice / 1 valve de nivellement
- Arrière : 4 coussins / 4 amortisseurs télescopiques / 4 bielles de retenue / 1 barre stabilisatrice / 2 valves de nivellement

Direction : hydraulique.
Frein : pneumatique à disque pour l'avant et l'arrière.

## Curiosité[pasclair]
L'Iveco Bus Crossway a été choisi en septembre 2014 par la DB FuhrparkService GmbH, filiale de la Deutsche Bahn. Une première tranche de 710 véhicules avait été commandée en 2014 et livrée entre 2015 et 2016. Une seconde commande passée le 2 août 2016 portera à 1 200 le nombre d'Iveco Crossway en service dans cette société de transport en 2018.

## Production
Le 30 septembre 2021, la direction d'Iveco Bus a remis les clés du 50 000e Crossway aux représentants d'ÖBB Postbus Austria à l'usine de Výsoké Mýto en République tchèque, là où est produite la gamme Crossway. L'autocar Crossway atteint ainsi un nouveau record avec 50 000 unités produites et devient le véhicule interurbain le plus vendu au monde. Ce 50 000e Crossway livré à ÖBB Postbus fait partie du dernier contrat signé en 2016 pour la fourniture de plus 200 Crossway et Crossway LE. Il porte ainsi le parc circulant d'ÖBB Postbus à près de 1 300 unités livrées.